# Ceratina accusator
Ceratina accusator là một loài Hymenoptera trong họ Apidae. Loài này được Cockerell mô tả khoa học năm 1919.